# 汉中话
汉中话，即通行于今陕西省汉中市境内的大部分地区的汉中方言。在汉语方言研究上，一般认为归属于西南官话中的成渝片（2010版称为川黔片），亦有个别分支属中原官话关中片。

## 概述
汉中地处陕西省南部，是中国地理南北交界之处，中部为汉中盆地，与陕西中部的关中地区为秦岭山脉相隔，地理风土人情等各方面更接近于上的西南地区，尤其受四川影响较大，与秦岭北部的关中地区有很大差异。因此汉中大部分地区的方言属西南官话中成渝片的分支，拥有许多与四川话相同或相似的发音、语法和习惯用法。

## 内部差异
由于汉中地处方言交叉融合的边界地带，所以以汉中话统称汉中地区的所有方言是不准确的。在汉中九县两区的方言中，大致可进一步分为三个小方言区，由大到小依次为西南官话群、类中原官话群、类关中话。其中前两者属于西南官话川黔片陕南小片。

### 西南官话群
汉中方言中的西南官话群通行地区包括汉台区（东关、南关、铺镇）、南郑区（县城以北部及沿汉江南岸除外）、宁强县大部分地区、留坝县，佛坪县、镇巴县、西乡县、城固县（北部和南部山区地带）。此区域语气语调与川北方言几乎一致，又被称为“巴山语音”。

### 类中原官话群
汉中方言中的类中原官话群通行地区包括汉台区（东关、南关、铺镇除外地区）、勉县以及城固县（中部汉江两岸平原地带）。在入声归派上部分类似关中方言。此区域方言来源复杂，自成一派，但仍然类似于西南官话。

### 类关中话
汉中方言中的类关中话指汉中市洋县的方言。此区域方言发音类似中原官话下的关中话，但同时收周边西南官话的影响，语调也趋于婉转，属汉中方言中的特殊地带。根据2010版划分属于中原官话关中片。